# KD drevo
k-d-drevo (k-razsežno ~, k-dimenzionalno ~) je v računalništvu podatkovna struktura, ki omogoča organizacijo objektov (točk) v k razsežnostih. V drevesu se objekte organizira s pomočjo razpolavljanja prostora po razsežnostih.
k-d-drevesa se uporabljajo v aplikacijah, katerih naloga je iskanje z mnogorazsežnostnim ključem, npr. iskanje najbližjih sosedov.